# Leroy Sibbles
Pour les articles homonymes, voir Leroy.
Leroy Sibbles (né le 29 janvier 1949 à Kingston) est un chanteur et musicien reggae de Jamaïque.
Leroy Sibbles a été l'un des fondateurs du reggae. 

## Carrière
Il commence sa carrière en tant que chanteur principal du groupe de rocksteady The Heptones dans les années 1960, avec lesquels il a enregistré un certain nombre de classiques reggae comme Party Time, Fatty Fatty, Book Of Rules, Baby Be True et Heptones Gonna Fight.
Il a joué également un rôle important dans la création de plusieurs titres ou rythmes estampillés Studio One, qui sont encore samplés et ré-enregistrés aujourd'hui. Il a écrit et arrangé beaucoup des classiques des débuts du reggae, assurant dans le même temps la basse et la création des harmonies. Il quitte le trio des Heptones en 1977 pour continuer une carrière solo.
Leroy Sibbles s'installe à Toronto dans les années 1970. Il vivra 20 ans au Canada. Pendant ce temps, il a aidé l'émergence du reggae au Canada, si bien qu'il a été souvent qualifié de "parrain du reggae au Canada". Il a enregistré 6 albums là-bas: Now, Strictly Roots, On Top, The Best (Micron Music), Meanwhile (Attic) et Evidence (A&M).
Il y a reçu un U-Know Award comme meilleur vocaliste homme en 1983, et un Juno comme meilleur album reggae en 1987.
Il retourne en Jamaïque en 1994. Depuis son retour, il a connu d'intensives tournées, notamment dans les Caraïbes, mais aussi au Japon, au Royaume-Uni, et aux États-Unis.
Il a également sorti deux nouveaux albums, It's Not Over (1996), et Rock and Come On (1999), une compilation de vieux hits; ainsi qu'une douzaine de nouveaux singles dont le plus récent I Cried.
Ses derniers travaux illustrent une fois encore sa capacité à créer une musique de qualité, intemporelle. Il a coécrit des titres avec des noms du reggae d'aujourd'hui comme Buju Banton et Beenie Man. Il reste un des rares artistes à pouvoir réunir toutes les tranches d'âge, son public et son répertoire étant répartis sur quatre décennies.
Un grand nombre des lignes de basse cultes de la musique jamaïcaine sont le fruit du travail d'un homme, Leroy Sibbles. [...] Cela fait de Sibbles un géant de la musique jamaïcaine, égal en stature à Bob Marley. Quels que soient les progrès qu'ont apporté les Wailers dans les chants et la conscience du reggae, Sibbles en a fait au moins autant pour le développement de l'instrument de musique le plus important du reggae. Il a été un pont entre les influences afro-jamaïcaine et afro-américaine.
(Stephen Davis et Peter Simon pour Reggae International)

## Discographie
Albums en tant que membre des Heptones :
- On Top (Studio One)
- Freedom Line (Studio One)
- The Heptones (Studio One)
- Ting A Ling (Studio One)
- Night Food (Island Records)
- Partytime (Mango)

Albums solo :
- Now (Micron)
- Strictly Roots (Micron)
- Evidence (A&M)
- On Top (Micron)
- Meanwhile (Attic)
- It's Not Over (Dist. V.P.)
- Rock And Come On (Eppic Music)

Crédité bassiste sur les titres :
- Abyssinians - Forward
- Abyssinians - Satta Dub
- African Brothers - Want Some Freedom
- Horace Andy - In The Light
- Ken Boothe - Man And His Hits
- Dennis Brown - Milk And Honey
- Alton Ellis - Many Moods Of Alton Ellis
- Junior Delgado - Dance A Dub
- Junior Delgado - Original Guerilla Music
- King Tubby - Dub Forever
- Lee "Scratch" Perry - Out Of Many, The Upsetter
- Mutabaruka - Gathering Of The Spirits
- Santic & Friends - Even Harder Shade Of Black
- Various Artists - Fire Down Below: Studio One
- Sound Dimension - Full Up
- Wailing Souls - Back Out With It
- Abyssinians - Satta Massa Ganna
- Jackie Mittoo - One Step Beyond (Hi Fashion)
- John Holt - A Love I Can Feel
- Royals - Pick Up The Pieces
- Burning Spear - He Prayed
- Roy Richards - Freedom Blues
- Horace Andy - Mr. Bassie
- Eternals - Queen Of The Minstrel
- Alexander Henry - Please Be True
- Horace Andy - Fever
- Abyssinians - Declaration Of Rights
- Madlads - Ten To One
- Bob Andy - Too Experienced
- Eternals - Stars
- Bassies - Things A Come Up To Bump
- Cables - What Kind Of World
- Alton Ellis - Can I Change My Mind
- Larry & Alvin - Mean Girl
- Dennis Walks - Drifter